# Альтмеркіше-Гее
Альтмеркіше-Гее (нім. Altmärkische Höhe) — громада в Німеччині, розташована в землі Саксонія-Ангальт. Входить до складу району Штендаль. Складова частина об'єднаної громади Зеегаузен.
Площа — 98,91 км2. Населення становить 1810 ос. (станом на 31 грудня 2021).